# Nordrhein-Westfälische Bibliographie

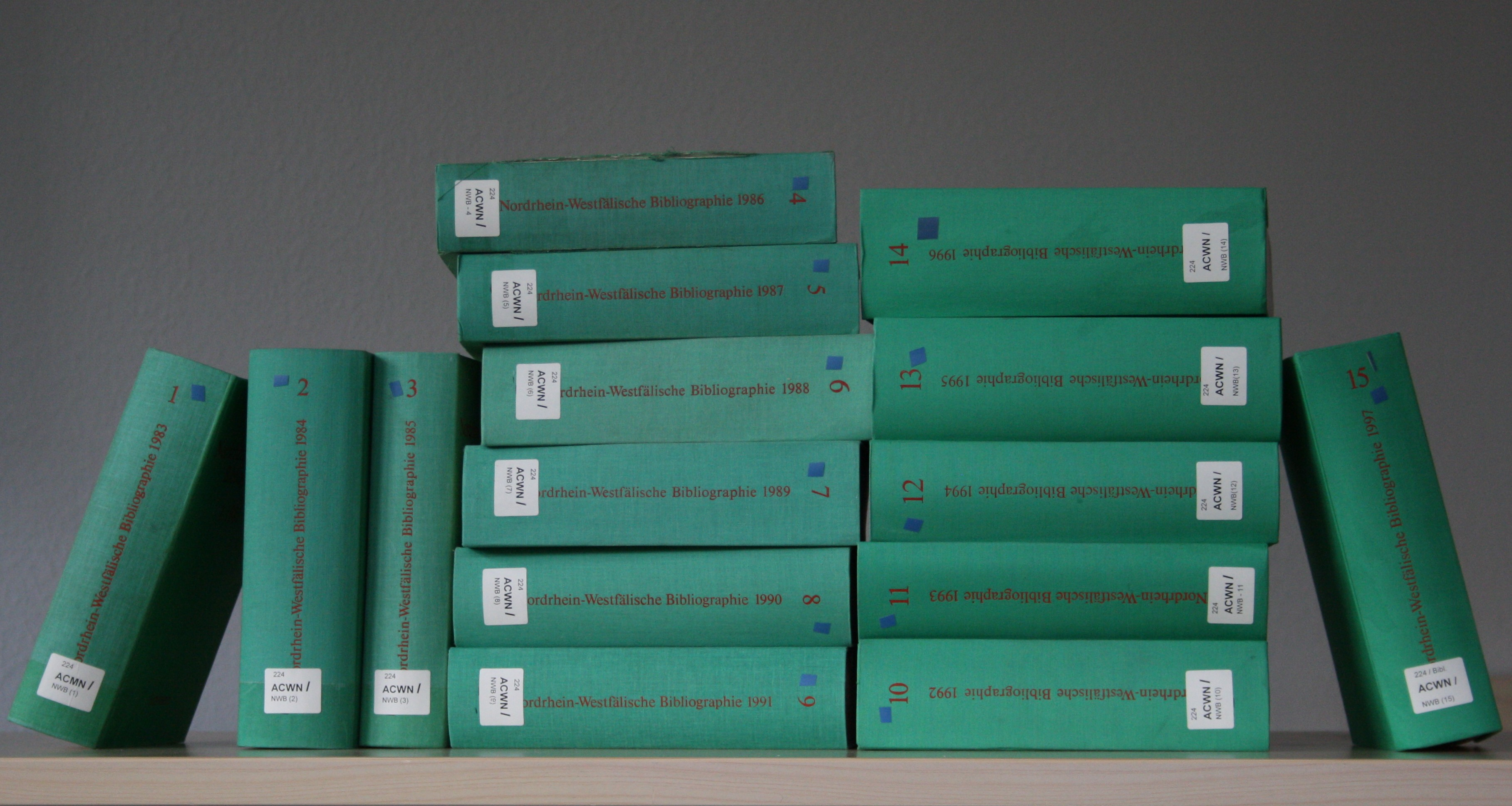
Die NWBib-Bände 1 bis 15

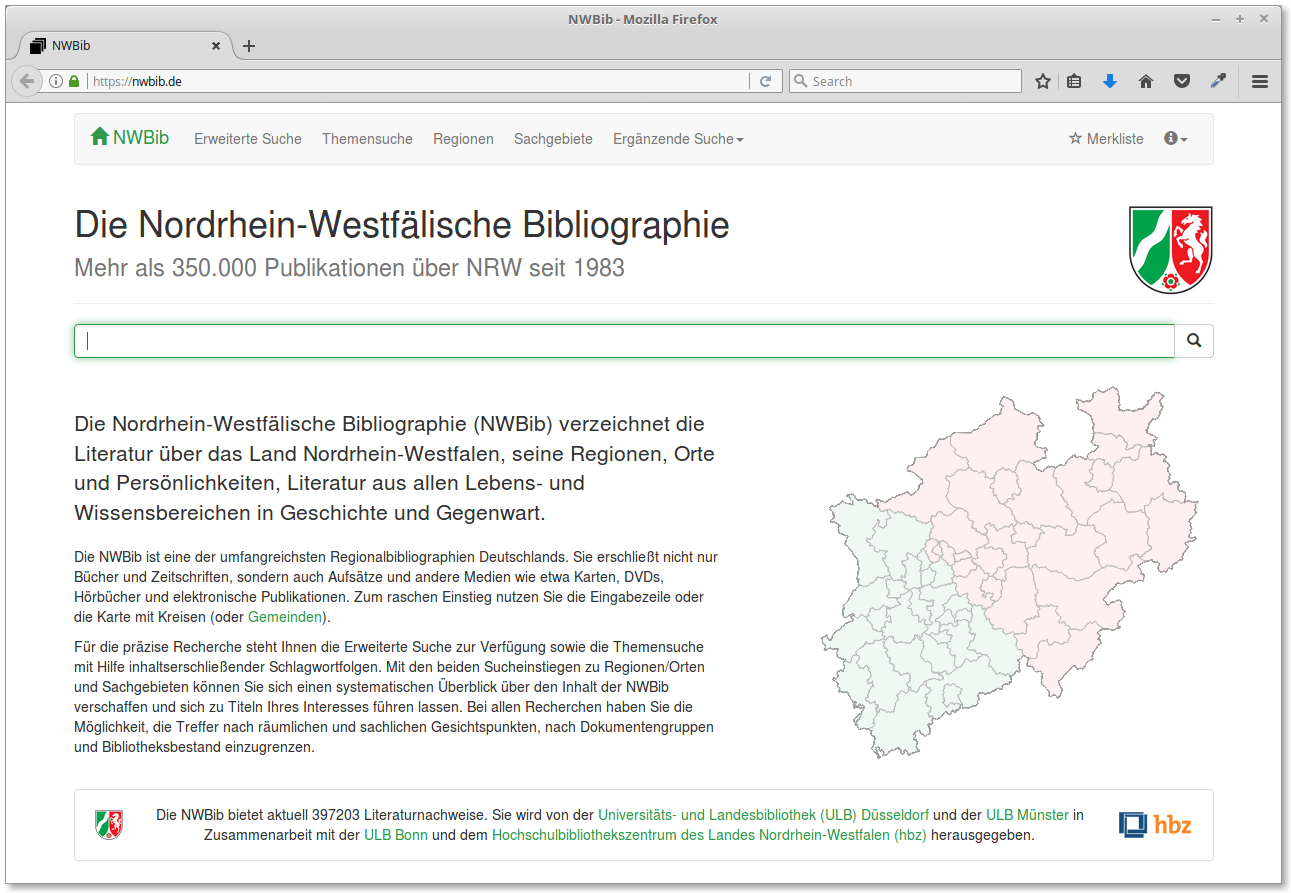
Webauftritt der NWBib

Die Nordrhein-Westfälische Bibliographie (NWBib) verzeichnet die Literatur über das Land Nordrhein-Westfalen, seine Landesteile und Orte sowie über Personen, die im Land wirken oder gewirkt haben. Sie umfasst alle Lebensbereiche und Sachgebiete in Geschichte und Gegenwart.
Sie ist eine der umfangreichsten Regionalbibliographien Deutschlands und weist mehr als 475.000 Titel nach. Seit 1983 wird sie von den Universitäts- und Landesbibliotheken Düsseldorf und Münster in Zusammenarbeit mit dem Hochschulbibliothekszentrum des Landes Nordrhein-Westfalen (hbz) erstellt. Im Druck erschienen zunächst die Bände 1.1983 (1984) – 15.1997 (1999). Inzwischen sind alle Titel der Nordrhein-Westfälischen Bibliographie innerhalb der hbz-Verbunddatenbank des Landes Nordrhein-Westfalen nachgewiesen und dort recherchierbar. Ab Berichtsjahr 1998 wird die Bibliographie ausschließlich als Online-Datenbank geführt. Zur systematischen Suche stehen die Sachsystematik, das Register zur Sachsystematik sowie die Raumsystematik und das Register zur Raumsystematik zur Verfügung. 
Neben den selbständigen Veröffentlichungen werden in großem Umfang Beiträge aus Zeitschriften und Sammelwerken verzeichnet. Der Anteil dieser unselbständigen Veröffentlichungen liegt bei etwa zwei Dritteln. Derzeit werden rund 550 Zeitschriften laufend ausgewertet, darunter zahlreiche regionale Jahrbücher und Heimatzeitschriften. Seit 1994 weist die NRW-Bibliographie auch audiovisuelle und elektronische Medien nach und seit einigen Jahren auch Netzpublikationen, bislang vor allem Online-Zeitschriften.
Die Titel werden nach dem Regelwerk Resource Description and Access (RDA) erfasst. Die inhaltliche Erschließung erfolgt klassifikatorisch anhand einer eigenen Systematik sowie verbal nach den Regeln für die Schlagwortkatalogisierung (RSWK).
Von 2014 bis 2016 hat das hbz einen modernen Webauftritt für die Nordrhein-Westfälische Bibliographie entwickelt, der zum Nordrhein-Westfalen-Tag 2016 offiziell gelauncht wurde. In einem Projekt von Ende 2017 bis Anfang 2020 hat das hbz nicht-normierte NWBib-Ortsschlagwörter in eine normierte Raumsystematik überführt, wobei Wikidata als Datenbasis dient.